# Tabletta

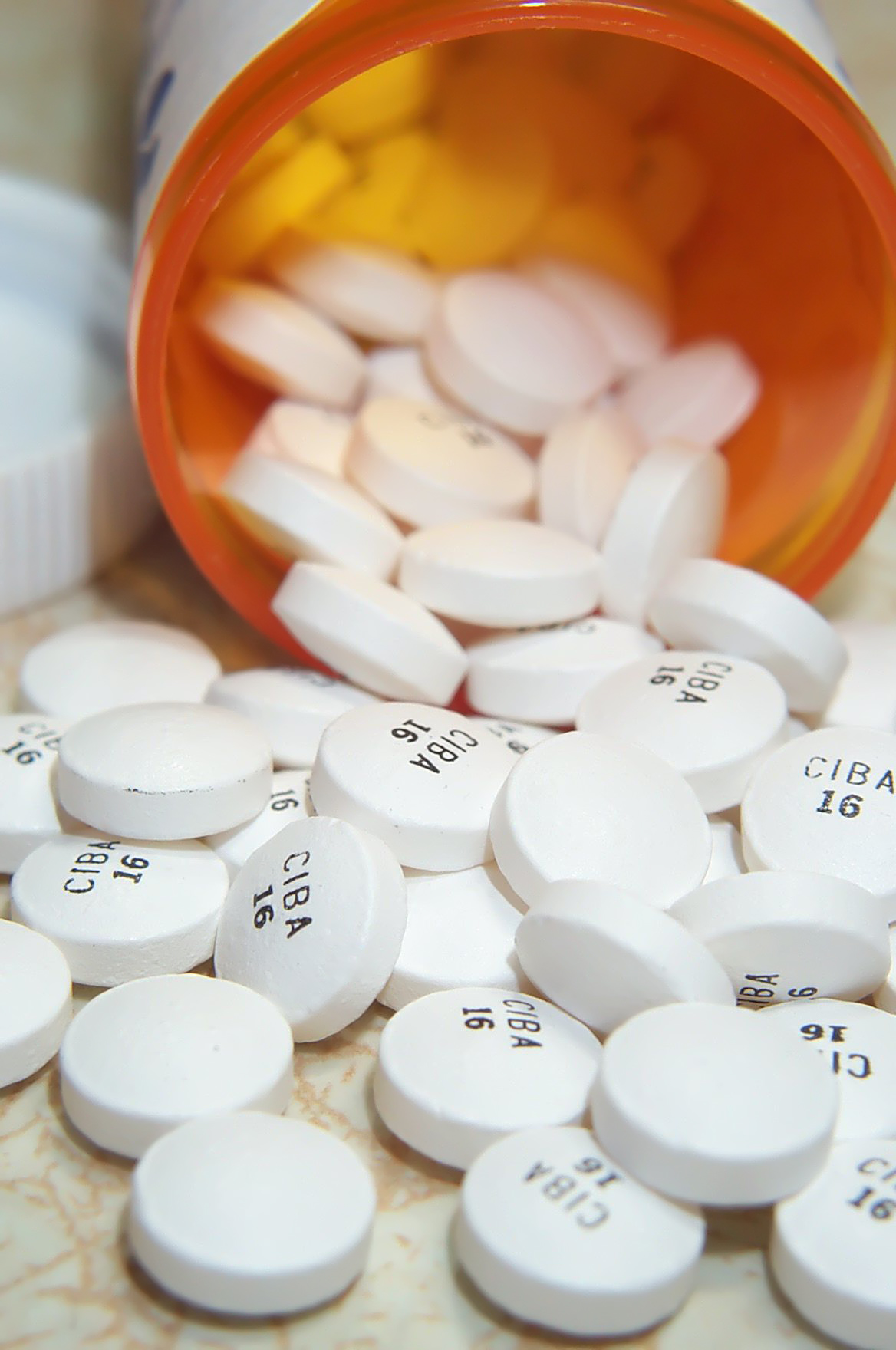
Egyszerű korong alakú tabletták

A tabletták gyógyszerkönyvi definíció szerint:
A tabletták préseléssel előállított, meghatározott mennyiségű hatóanyagot tartalmazó adagolt szilárd gyógyszerkészítmények.
Napjaink legelterjedtebb gyógyszerformája a tabletta – törzskönyvezett gyógyszereink 30-50%-a. Alkalmazása – a páciens részéről – nem követel meg mélyreható ismereteket „egy pohár vízzel alkalmazható”. Adagolása biztonságos: az egyes tabletták jól definiált mennyiségű hatóanyagot tartalmaznak, amely lehetővé teszi a biztonságos és pontos adagolást.
A tabletta – mint gyógyszerforma – kialakulása a 19. század közepére tehető, amikor megjelentek az első tablettázógépek. A tabletták elődjének tekinthetők a pilulák, pasztillák és más szilárd egyadagos gyógyszerek, amelyeket régen használtak.
A tabletta szó franciául lapocskát jelent (table = lap). Közvetve a latin tabula (=deszka) szóból származik.

## Tabletták készítése
A tabletták készítésének alapvető módja az, hogy veszik a por formájú hatóanyag meghatározott mennyiségét és tablettává préselik azt. Természetesen a tablettakészítés a valóságban ennél sokkal bonyolultabb folyamat. A tablettakészítés legfontosabb mozzanatai a tablettát alkotó ható- és segédanyagok kimérése, majd ezt követően meghatározott technológiai eljárás szerint a tabletta elkészítése préseléssel.
Segédanyagok alkalmazásának több oka is van:
- legtöbb esetben a tabletta hatóanyaga önmagában préselés hatására nem „áll össze” tablettává, esetleg préselés hatására bomlik és ami a legvalószínűbb: nagyon kicsi a mennyisége (a manapság használt gyógyszerek hatásos mennyisége a milligramm [{\displaystyle 1mg=0,001g}] és a mikrogrammos [{\displaystyle 1\mu {}g=0,000001g}] tartományban van) – lehetetlen tablettázni. Ilyen esetekben töltőanyagokat (pl.: laktóz, szacharóz, keményítő stb.) alkalmaznak.
- a tablettának különleges tulajdonságokkal kell rendelkeznie – ezek megkövetelik a célnak megfelelő segédanyag alkalmazását.

## Tabletták a szervezeten belül
Amint egy tablettát lenyelünk (szájon keresztül [per os] bevett tabletták) az emésztőrendszerünkbe kerül. Itt a tabletta az emésztőnedvek és a bélmozgás hatására lebomlik – ez a folyamat a tabletták szétesése – így a szabaddá vált hatóanyag fel tud szívódni a nyálkahártyán keresztül.
A tabletta felszívódásának befolyásolása kulcsfontosságú a megfelelő hatás eléréséhez, valamint a mellékhatások csökkentéséhez. Ezért alakultak ki az úgynevezett nyújtott hatású (retard), bélben oldódó (intesztinoszolvens), gyomorban oldódó (gasztroszolvens) és szabályozott hatóanyag-leadású tabletták. Az előbb felsoroltakat általában valamilyen bevonási módszerrel (csak a bélben oldódó filmbevonat) vagy pedig egyéb módszerrel (mátrixtabletták, vagy ozmotikus pumpa rendszerek) érik el.
Ezért is fontos a gyógyszerhez mellékelt útmutató elolvasása, ugyanis gyakran az ilyen speciális tablettákat kettétörve, megrágva az előre kialakított szerkezet sérülhet, nem a várt módon szabadul fel a hatóanyag. Ennek következménye jobb esetben csak az, hogy a kívánt hatás nem a várt erősségű lesz. Egyéb esetekben a hamarabb felszabaduló hatóanyag nagy mennyiségben gyorsan felszívódik, így túladagolási tünetek jelentkezhetnek. A tápcsatorna nem megfelelő pontján felszabaduló hatóanyag (filmbevonat károsodása) esetlegesen károsíthatja a tápcsatorna más szakaszait (például gyomor).

## Tabletták csoportosítása

### Alkalmazás szerint
A tablettákat alkalmazásuktól függően különböző típusokba sorolhatjuk. Minden egyes alkalmazási mód különböző tulajdonságokat és „képességeket” (lásd később) követel meg a tablettától.
- Bevételre szánt tabletták
  - Bevételre és lenyelésre szánt tabletták alkalmazásának célja a tabletta emésztőrendszerbe történő juttatása, amely adott pontján a tabletta a hatóanyag-tartalmát előre meghatározott módon leadja (szabályozott hatóanyag-leadású rendszerek).
  - Szájba vételre szánt tabletták esetén két altípust különböztethetünk meg: Az úgynevezett nyelv alá helyezendő (szublingvális tabletták) tabletták és a szájban tartandó tabletták az úgynevezett bukkális tabletták.
- Parenterális tabletták
  - Injekciós tabletták olyan speciális tabletták, amelyek oldószer (általában injekciózáshoz való desztillált víz) hatására igen rövid időn belül maradék nélkül oldódnak. Fontos követelmény velük szemben a sterilitás és pirogénmentesség
  - Az Implantációs tabletták olyan speciális tabletták, amelyeket sebészi beavatkozással beültetnek a páciens bőre alá, ahol is közvetlenül (nyirok- vagy szövet közti nedv közvetítésével) a véráramba adja le szabályozottan a hatóanyag-tartalmát.
- Külsőlegesen alkalmazott tabletták
  - Vaginális tabletták – olyan tabletták, amelyeket vagy a vagina helyi kezelésére vagy ritkábban (régebben – legújabban) fogamzásgátlásra, vagy egyéb szervezeti hatás eléréséhez használnak.
  - Ide tartoznak még a külsőlegesen alkalmazott oldatok készítéséhez használt tabletták is.

- Oldatkészítéshez szánt tabletták
  - Külsőlegesen vagy
  - belsőlegesen alkalmazott oldatok készítésére használt tablettákat sorolhatunk ide – ide is tartoznak például az injekciókészítéshez használt tabletták.

### Tabletták alakja és méretei
A tabletta mérete, alakja és tömege alkalmazástól függően különböző lehet. Felülnézetben a tabletta leggyakrabban kör, ovális vagy „ellipszis” (oblong) alakú de számos más formája is lehet (négyzet, háromszög, gyűrű stb.). Oldalnézetből a tabletta lehet „lapos” (biplán), csapott élű vagy „domború” (bikonvex). A szétrágásra szánt orális tabletták általában korong alakúak és laposak; a lenyelésre szánt tabletták (per orális), a bevételt megkönnyítendő, általában domborúak, alakjukat tekintve pedig kör alakúak – a nagy tömegű tabletták inkább oblong alakúak (1000mg feletti tömeg esetén).
A tabletták felületén néha különböző „bemélyedések” találhatóak. A választó / törő vonal célja az eltörést könnyíteni (tabletta felezése, negyedelése). Ezenkívül szolgálhatnak még a tabletta megjelölésére is a könnyebb azonosíthatóság érdekében.
Vitás, mérgezési, gyógyszercsere vagy törvényszéki esetekben egy tablettáról nagy biztonsággal megállapítható már annak alakjából és vizuális ismertető jeleiből, hogy melyik gyógyszerről is van szó. A kompendium(ok) minden esetben tartalmazzák a tabletták pontos alaki leírását – lehetővé téve a pontos azonosítást (ez minden Magyarországon gyógyszerként törzskönyvezett tablettára igaz – természetesen külföldön is lehetséges ez).

### Hatóanyag-leadás szerint
A tablettákat hatóanyag leadásuk szerint az alábbiak szerint csoportosíthatjuk:
- Normál hatóanyag leadású tabletták: a tabletta az emésztőrendszer adott pontján szétesik, és hatóanyag tartalma viszonylag rövid időn belül felszívódik.
- Retard tabletták kialakításuknál fogva hatóanyag-tartalmukat időben elhúzódó módon adják le lassabb, folyamatos felszívódást biztosítva. Mindez lehetővé teszi a hosszabb hatást, valamint a hatóanyag egyenletesebb vérszintjét biztosítja így növelve a hatékonyságot és csökkentve a mellékhatásokat.
- Szabályozott hatóanyag leadású tabletták a hatóanyag-tartalmukat időben előre meghatározott módon adják le. Fontos különbség a retard tablettáktól az, hogy a leadás kinetikája pontosan ismert – általában nullad rendű kinetika. Ez azt jelenti, hogy a gyógyszer-felszabadulás a tablettából független a még fel nem szabadult hatóanyag mennyiségétől, valamint adott időegység alatt mindig ugyanakkora mennyiségű hatóanyag szabadul fel.

### Felépítés szerint
A tablettákat felépítésük szerint több csoportba sorolhatjuk:
- Normál tabletták: a hatóanyagon és a hatóanyag tablettázáshoz elengedhetetlen segédanyagokon kívül mást nem tartalmaznak.
- Bevont tabletták: egy tabletta magból és az azt körülvevő bevonatból állnak. A bevonat típusa szerint lehetnek:
  - Drazsék: cukros drazsírozással bevont tabletták. Drazsírozás során a tabletta magra először egy alapozó réteget, majd erre több cukor réteget a legvégén pedig egy fényező viaszréteget visznek föl.  A drazsírozás célja lehet a hatóanyag kellemetlen ízének elfedése, a hatóanyag még jobb védelme a környezeti hatásoktól (pl.: C vitamin esetén a bomlás megakadályozása) valamint tetszetős külső biztosítása. A drazsírozás hosszas (24-36 óra) és munkaigényes folyamat valamint nagy mértékben (100-300%-kal) megnöveli a drazsémagok tömegét ezért egyre inkább filmbevonással próbálják kiváltani.
  - Filmtabletták: speciális vékony bevonattal ellátott tabletták. A filmbevonat általában valamilyen könnyen párolgó szerves oldószerrel (alkohol, metil alkohol, kloroform, diklórmetán) vagy ritkábban vízzel készült oldatát viszik fel a tabletta felületére. A bevonat általában  egy polimer – például metakrilsav származék (Eudragit-R®, Eudragit-S® stb., de számtalan egyéb más bevonat is létezik) – amely száradás után egybefüggő réteget biztosít a tabletta felületén. Filmbevonás célja lehet hatóanyag-kioldódás befolyásolása:

- A bevonat egyáltalán nem oldódik, de víz számára átjárható: lassú, elhúzódó hatóanyag-kioldódást biztosít.
- A bevonat a gyomorban nem oldódik (például a savas oldalláncot tartalmazó metakrilsav polimerek) így védi a gyomrot a hatóanyagtól, valamint védi a hatóanyagot a gyomor savas kémhatásától.
- A bevonat a bélben nem oldódik: csak a gyomorban oldódó tabletták létrehozását teszi lehetővé.

A filmbevonat ezentúl védelmet biztosíthat még fénytől, oxigéntől, nedvességtől valamint ízfedésre is alkalmas.
- Egyéb – speciális felépítésű tabletták például a váztabletták, az ozmotikus minipumpák,…

## Tabletták csomagolása
A csomagolás célja a gyógyszer megvédése a környezeti hatásoktól, amelyek a hatóanyag bomlásához, nemkívánatos változásához vezetnének, valamint a gyógyszer azonosíthatóságának és szállításának biztosítása. 
A tabletták – más gyógyszerformákhoz hasonlóan – kétféle csomagoló anyaggal rendelkeznek:
- A primer csomagolóanyag, amely magával a gyógyszerkészítménnyel érintkezik számos feltételnek kell, hogy megfeleljen:

- Biztosítsa a gyógyszer szavatosságát a meghatározott lejárati időn belül. Ezért a primer csomagoló anyag – amennyiben szükséges – véd a fény, páratartalom, levegő oxigénje és más környezeti hatásoktól.
- A primer csomagoló anyagon szerepelnie kell a gyógyszer nevének, hatáserősségének, lejárati idejének és sarzsszámának.

Primer csomagoló anyag tabletták esetén a bliszter vagy a műanyagból vagy üvegből készült gyógyszeres tégely.
- A szekunder csomagolóanyag a primer csomagolóanyagot veszi körül, biztosítja a gyógyszerkészítmény sértetlenségét szállítás közben, tartalmazza a kötelezően előírt feliratokat és figyelmeztetéseket és a felhasználási útmutatót.